# Rosnanotech
Rosnano (in russo Роснано), in precedenza nota come Rosnanotech (in russo Роснанотех), è una società pubblica russa, fondata nel 2007 e riorganizzata nel 2011, attiva nel campo delle nanotecnologie.
Fino al 2022 Rosnano ha contribuito alla realizzazione della politica federale di sviluppo dell'industria nanotecnologica, investendo nel settore sia direttamente sia tramite fondi di investimento.
A ottobre 2022 la società è entrata in bancarotta, costringendo il Ministero delle finanze russo a rifondere per suo conto un debito di 9 miliardi di rubli.